# Liste de musées en Turquie
Pour les autres articles nationaux ou selon les autres juridictions, voir Liste des musées par pays.
Cet article présente une liste non exhaustive de musées en Turquie, classés par ville.

## Ankara
- Anıtkabir
- Centre scientifique Feza Gürsey (en)
- Musée aéronautique turque (tr)
- Musée Çengelhan Rahmi M. Koç
- Musée des civilisations anatoliennes
- Musée Isbankasi (Musée de l'Indépendance Économique)
- Musée d'État d'art et de sculpture (en)
- Musée d'ethnographie d'Ankara (tr)
- Musée de la guerre d'indépendance (en)
- Musée en plein air de la locomotive à vapeur (en)
- Pembe Köşk (en)
- Thermes romains d'Ankara (en)

## Antalya
- Maison-musée d'Atatürk (en)
- Musée d'Antalya

## Istanbul
- Anadolu Hisarı
- Centre d'art contemporain Platform Garanti (en)
- Église Pammakaristos
- Église Saint-Sauveur-in-Chora
- Musée Adam Mickiewicz (en)
- Musée archéologique d'Istanbul
- Musée d'art contemporain Elgiz (en)
- Musée d'art contemporain d'Istanbul
- Musée d'art moderne d'Istanbul
- Musée de la mosaïque du Grand Palais
- Musée des arts turcs et islamiques
- Musée d'Aşiyan (en)
- Musée Atatürk (tr)
- Musée de l'aviation d'Istanbul (en)
- Musée Ayasofya (basilique Sainte-Sophie)
- Musée Doğançay (en)
- Musée de l'éclairage et des appareils de chauffage (en)
- Musée de l'énergie SantralIstanbul (en)
- Musée de Galatasaray SK
- Musée du jouet d'Istanbul (en)
- Musée juif de Turquie
- Musée naval d'Istanbul
- Musée militaire d'Istanbul (en)
- Musée de la mosaïque du Grand Palais
- Musée international des ovnis (tr)
- Musée Pera
- Musée Rahmi M. Koç
- Musée Sadberk Hanım (en)
- Musée Sakıp Sabancı
- Musée Topkapi
- Musée de l'Usine à Gaz
- Musée zoologique d'Istanbul (en)
- Palais d'Aynalıkavak
- Palais de Beylerbeyi
- Palais de Dolmabahçe
- Palais Ihlamur
- Palais de Küçüksu
- Palais de Maslak (en)
- Palais de Topkapı
- Palais de Yıldız
- Rumeli Hisarı
- SantralIstanbul (en)

## Konya
- Musée Mevlana
- Musée de la sculpture sur pierre et bois

## Manisa
- Musée d’Akhisar

## Autres villes
- Musée archéologique d'Adana
- Musée archéologique d'Adıyaman
- Musée archéologique d'Éphèse
- Musée archéologique de Gaziantep
- Musée de Zeugma
- Musée archéologique d'Izmir
- Musée naval de Mersin